# إدموند هوندا
إدموند هوندا (باليابانية: エドモンド 本田) هو شحصية خيالية من صنع كابكوم وأحد شخصيات سلسلة ألعاب الفيديو القتالية ستريت فايتر. ظهر للمرة الأولى في لعبة ستريت فايتر II سنة 1991 كواحد من الشخصيات الثمان الأساسية، كما ظهر في ستريت فايتر IV. هو مصارع سومو محترف. قام بتصميمه أكيرا ياسودا.